# République des enfants
 (avril 2019).
 (avril 2019).
Pour l’article homonyme, voir République des Enfants.

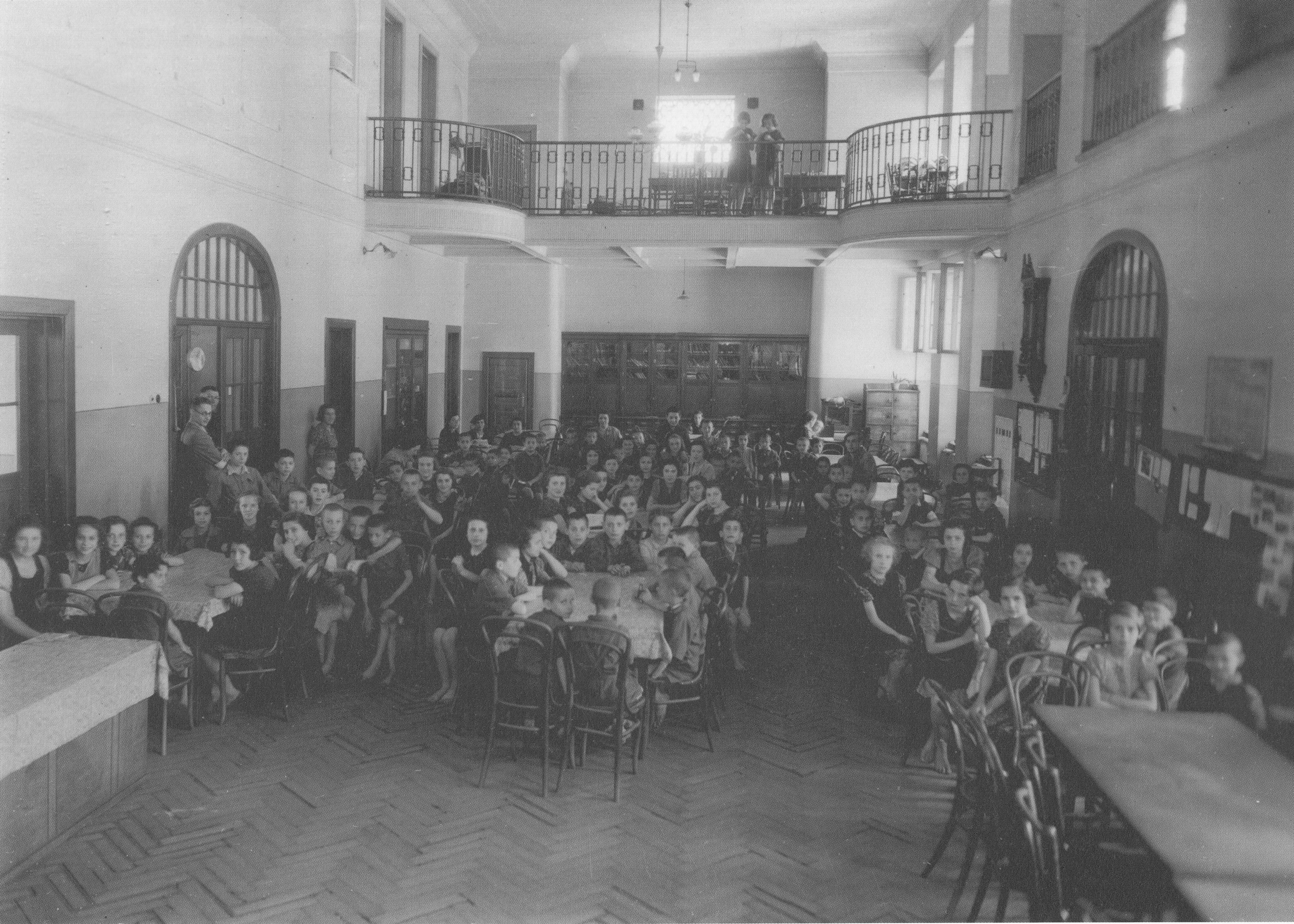
République des enfants - Varsovie

La République des enfants est un orphelinat situé à Varsovie, fondé en 1918 par Janusz Korczak.
Korczak a l’idée de créer un orphelinat au sein duquel les enfants gouvernent et se trouvent sur une base de droit avec les adultes. C’est alors à travers la «République des enfants» que cette «société» se met en place, défendant l’autonomie de l’enfant dans l’organisation et la gestion. L’objectif d’une telle classe est de favoriser l’esprit de collectivité, la cohésion par le biais de la collaboration mais aussi de la communication, l’organisation ainsi que la solidarité.

## L'intérêt de Korczak pour l'accompagnement des enfants
Korczak participe à la guerre russo-japonaise du côté de la Russie. Il revient du front de la guerre complètement bouleversé tant du point de vue personnel que dans sa vision de l’éducation. Révolté face à la médiocrité des Hommes, il s'interroge sur leurs capacités à éduquer des enfants si eux-mêmes participent à des guerres atroces. Dans ce contexte d’après-guerre, Korczak opère un virage dans sa carrière professionnelle. Il abandonne alors la médecine et sa carrière en pédiatrie pour se consacrer entièrement à la création de ses orphelinats dans les années 1910-1920.

### Le choix des enfants
Entre 1911 et 1912, Korczak devient directeur de l’orphelinat Dom Sierot, créé pour les enfants juifs abandonnés de Varsovie. 
Pour transformer la société, il désire mettre en place des modalités totalement différentes de celles qui sont en vigueur. Il désire notamment construire des relations entre les enfants et les adultes sur une base de droit. Il envisage par conséquent une institution qui serait démocratique. En effet, les enfants ont une place prioritaire au sein de cette société, à la différence de la minorité opprimée qu’ils représentent à l’époque.

## Mise en place de la République des enfants

### Responsabilités des enfants
Au sein de l’orphelinat et donc de cette «République des enfants», un code pénal est envisagé. Pour qu'il ait une légitimité, il existe également un Tribunal géré par des enfants qui rend les sanctions aussi bien pour les adultes que les enfants, eux-mêmes chargés d’attribuer des récompenses. Le premier article de la Constitution créée est rédigé, le directeur est responsable devant les enfants de l'application de ces lois. En outre, le Parlement des enfants élit des députés qui devront élaborer des lois, relatives aux règles de la vie de l’établissement. Enfin, le Conseil d’autogestion avait pour objectif de gérer l’organisation de cette vie en «société»: les enfants réfléchissaient sur les activités éducatives et sportives de la communauté. Des dispositifs tels que le Journal hebdomadaire élaboré par les enfants eux-mêmes et lu par Korczak participaient au renforcement de la collectivité et de la cohésion. Le système de boîte aux lettres donnait la possibilité aux enfants de transposer par écrit leurs pensées, en déposant des plaintes, des lettres d’excuses ou des demandes spécifiques.
Korczak affirme que c'est en pratiquant la démocratie de manière permanente qu’il est possible de l’intégrer.
Il met progressivement en œuvre des principes pédagogiques. Par exemple, lorsqu'un nouveau arrive, il est nécessaire de comprendre ce fonctionnement complexe dans lequel l'enfant décide. Une fois qu'il a compris le fonctionnement de cette société, il peut alors être défini par un nouveau statut, jusqu'à ce qu'il devienne un « compagnon ». Nous distinguons cette posture de compagnon comme étant celui qui accepte la société, qui est dynamique et qui agit convenablement, de deux autres statuts. Les indifférents ne sont pas intéressés par le fonctionnement de la société, et les désagréables sont contre ce système. Une décision collective s’établit pour attribuer le statut correspondant à chacun des enfants de l’orphelinat. Concernant les adultes, lorsqu'un enseignant ou un éducateur entre dans la « société », il intègre de manière identique un statut. Il est désigné comme étant un encombrant qui n'a pas compris la règle du jeu de par sa position de chef. Il s’attribue des droits qu'il ne donne pas aux enfants. Selon Korczak, il n’existe pas d'égalité dans cette relation verticale de l’adulte vis-à-vis de l’enfant. Ainsi, les droits des adultes se doivent d’être strictement identiques à ceux des enfants. Par conséquent, ceux-ci ont le devoir d’accepter ce fonctionnement que nous pourrions qualifier d’atypique, surtout pour l’époque. Ils doivent en faire partie pour pouvoir un jour prétendre devenir compagnons. Dans le cas contraire, ils sont exclus de leurs fonctions puisque la société ne les tolère pas.

### Idées pédagogiques phares
Le pédagogue souhaite comprendre pleinement des enfants, en saisissant leur psychologie. Ces derniers doivent être traités à l’égal des adultes. Il se positionne à l’encontre de l’enseignement ex cathedra: l'école et la vie se doivent d’être liés et non pas séparés.

## Influence sur notre société contemporaine

### Lutte contre l'échec scolaire
Dans quelle mesure se retrouve-t-il aujourd’hui au cœur de nos pratiques? Prenons l’exemple de la boite aux lettres. Selon Korczak, il est nécessaire d’écrire les problèmes pour civiliser. Les enfants doivent être conscients de ce qu'ils font, mais que cette conscience est à construire. Il faut la mettre à l’épreuve. Nous pouvons lier cet aspect pointé par Meirieu dans l’une de ses vidéos «Comment surseoir à la violence des enfants? ». En effet, Korczak met en place une boîte aux lettres pour prévenir l’autre par écrit quand l’un a envie de se battre. Le but étant que progressivement l’enfant comprenne l’intérêt qu’il y a de réfléchir, de penser avant de s’exprimer de manière impulsive. Les jeunes parviennent ainsi à résoudre les problèmes verbalement et non plus de manière violente. Cet aspect est, comme le dit Meirieu, un fondement de la classe, et plus largement le fondement même de la société: le respect de la dignité humaine. Par ailleurs, Korczak accorde une grande importance au théâtre, notamment dans sa pièce «Le Bourrier» dans laquelle il dit «apprendre aux enfants comment mourir dignement ».
Toujours dans la vidéo de Philippe Meirieu, les Dispositifs de Socialisation et d’Apprentissage (DSA) montrent des liens apparents entre la pédagogie de Korczak et les pratiques actuelles. En effet, le but de ces établissements est de rétablir la place des jeunes au sein de leur établissement scolaire. Les enfants apprennent ainsi à gérer leur colère et leur frustration, notamment grâce au dispositif de la boite aux lettres.

### Droits de l'enfant
En 1980, l’ONU publie une charte des droits de l'enfant à l'éducation, au respect, au développement. Les conceptions de Korczak seront la base de cette charte. Le contexte de son époque a donc permis au pédagogue de faire émerger les idées phares de sa pédagogie éducative. De nos jours, par son inscription au sein des textes officiels, Korczak s’est alors imposé en tant que père fondateur des droits de l’enfant.